# Édifices de l'Anneau d'or sur la Haute-Volga
Les édifices de l'Anneau d'or sur la Haute-Volga est un terme regroupant l'ensemble des églises, cathédrales, monastères, campaniles, remparts, kremlins, construits pour la plupart dans la seconde moitié du XVIIe siècle, soit sur les rives de la Volga, soit dans des environs proches du fleuve. Ils se situent dans la partie nord de l'Anneau d'or de Russie. Les villes de Vladimir, Souzdal et Kideksha font, elles, partie de la région sud-est de cet Anneau d'or et sont répertoriées sous l'appellation monuments de Vladimir et de Souzdal.

## Géographie
En amont de la région de Haute Volga, il faut citer la ville d'Ouglitch. En aval, la ville de Kostroma et, au centre, les villes de Iaroslavl et de Rostov Veliki et Toutaïev. La ville de Rostov Veliki se situe à cinquante kilomètres du cours de la Volga le long du lac Nero. La ville de Kostroma se situe déjà dans la région de la Moyenne-Volga. Louis Réau, ancien directeur de l'Institut français de Petrograd, initiateur des études de ces édifices dans les années 1920 classait toutefois toute l'architecture de cette région sous une même rubrique : Architecture de la Haute-Volga.

## Historique
La région de la Haute-Volga devient très active à partir de 1650. Des marchands arrivent d'Europe occidentale mais aussi de Perse et d'Orient. Le monopole de la vie artistique qui appartenait jusque-là à Moscou est menacé par des villes provinciales très actives. Les foyers de l'art nouveau ne sont plus les anciennes capitales de l'époque pré-mongole : Souzdal et Vladimir. Les villes les plus actives deviennent Rostov et Iaroslavl. L'art de la haute Volga présente de nombreux monuments d'une grande originalité. C'est un art provincial plus distant que l'art moscovite vis-à-vis des influences baroques polonaises et ukrainiennes qui sont plus lointaines.

## Liste[4]
Pour un article plus général, voir Architecture russe.
| №   | Nom                                                                                | Emplacement    | Époque de construction    | Notes                                                                                          | Photo |
| --- | ---------------------------------------------------------------------------------- | -------------- | ------------------------- | ---------------------------------------------------------------------------------------------- | ----- |
| 1.  | Église de la Résurrection (Kostroma)                                               | Kostroma       | 1652                      | Ville la plus septentrionale de l'Anneau d'or                                                  |       |
| 2.  | Monastère Ipatiev et Église de la Trinité                                          | Kostroma       | 1330                      |                                                                                                |       |
| 3.  | Église du Sauveur-dans-la-ville                                                    | Iaroslavl      | 1672-1695                 |                                                                                                |       |
| 4.  | Église de L'Archange Mikhaïl                                                       | Iaroslavl      | 1657-1682                 |                                                                                                |       |
| 5.  | Église de l'Annonciation (Iaroslavl)                                               | Iaroslavl      | 1688                      |                                                                                                |       |
| 6.  | Église de l'Épiphanie (Iaroslavl)                                                  | Iaroslavl      | 1684-1693                 |                                                                                                |       |
| 7.  | Église de l'Ascension (Iaroslavl)                                                  | Iaroslavl      | 1688                      |                                                                                                |       |
| 8.  | Église Saint-Théodore de Iaroslavl                                                 | Iaroslavl      | 1682-1687                 |                                                                                                |       |
| 9.  | Église du Prophète Élie de Iaroslavl                                               | Iaroslavl      | 1647                      | Première en date des églises de la ville.                                                      |       |
| 10. | Cathédrale de l'Assomption de Iaroslavl                                            | Iaroslavl      | 1215                      | Dynamitée en 1937, reconstruite en 2010                                                        |       |
| 11. | Église Saint-Jean-Baptiste de Iaroslavl                                            | Iaroslavl      | 1671-1687                 | Patrimoine Unesco depuis 2005 avec le centre historique de Iaroslavl.                          |       |
| 12. | Monastère de Tolga                                                                 | Iaroslavl      | 1314                      | depuis 1987 couvent de femmes                                                                  |       |
| 13. | Monastère de la Transfiguration du Sauveur                                         | Iaroslavl      | XIe siècle et XIIe siècle | désaffecté comme monastère pour homme depuis 1787                                              |       |
| 14. | Église Nicolas de Roubleny                                                         | Iaroslavl      | 1695                      | église orthodoxe russe                                                                         |       |
| 15. | Église Saint-Jean Chrysostome (Iaroslavl)                                          | Iaroslavl      | 1649-1654                 | Un des modèles de l'école de Iaroslavl le long de la Volga à Iaroslavl.                        |       |
| 16. | Collégiale de la Résurrection (Toutaïev)                                           | Toutaïev       | 1652-1678                 | Sur la rive de l'ancienne ville de Borissoglebsk fusionnée à Toutaïev avec la ville de Romanov |       |
| 17. | Cathédrale de l'Élévation de la Croix (Toutaïev)                                   | Toutaïev       | 1658                      | Rive gauche à Toutaïev                                                                         |       |
| 18. | Église de la Transfiguration-de-Kazan                                              | Toutaïev       | 1758                      | Rive gauche à Toutaïev                                                                         |       |
| 19. | Cathédrale de la Transfiguration-du-Sauveur (Ouglitch)et Kremlin d'Ouglitch        | Ouglitch       | 1710                      | située dans le Kremlin d'Ouglitch.                                                             |       |
| 20. | Église Prince-Dimitri-sur-le-Sang-Versé                                            | Ouglitch       | 1692                      | Inscrit sur la liste indicative du patrimoine mondial                                          |       |
| 21. | Monastère Alekseievski                                                             | Ouglitch       | 1371                      | Au sein du monastère : église de la Dormition de 1628                                          |       |
| 22. | Couvent de l'Épiphanie (Ouglitch)                                                  | Ouglitch       | XIVe siècle               | Au sein de l'ensemble : église de Smolensk et cathédrale de l'Épiphanie                        |       |
| 23. | Église de la Naissance-de-Saint-Jean-Baptiste                                      | Ouglitch       | 1689                      |                                                                                                |       |
| 24. | Monastère de la Résurrection (Ouglitch)                                            | Ouglitch       | 1674-1677                 | Monument classé par la fédération de Russie                                                    |       |
| 25. | Cathédrale de la Dormition (Rostov)                                                | Rostov Veliki  | 1508-1510                 | Monument classé par la fédération de Russie.                                                   |       |
| 26. | Kremlin de Rostov Veliki                                                           | Rostov Veliki  | 1652-1690                 | Monument classé par la fédération de Russie.                                                   |       |
| 27. | Monastère Saint-Boris-et-Saint-Gleb (Borissoglebski) et Église de la Présentation. | Borissoglebski | 1652                      | Petite ville à 18 km à l'ouest de Rostov Veliki                                                |       |

## Liens
- article de A Gordine, 2009 "Culture religieuse de la Russie médiévale à travers l’archéologie, la philologie et l’histoire de l’art"